# Fernando Sabino
Fernando Sabino, né le 12 octobre 1923, mort le 11 octobre 2004, est un écrivain et journaliste brésilien.

## Biographie
Fernando Sabino est né à Belo Horizonte, Minas Gerais. Il est le fils de Dominic Sabino et de Odette Tavares Sabino. Il y a vécu jusqu'à l'âge de vingt ans. Il s'installe alors à Rio de Janeiro.
Fernando Sabino est l'auteur de 50 livres, romans, nouvelles, chroniques, essais. Le premier a été publié en 1941, alors qu'il n'avait que 18 ans. Il accède à une renommée nationale et internationale en 1956 avec le roman O Encontro Marcado (pt), l'histoire de trois amis de Belo Horizonte. Le livre est inspiré de la vie de l'auteur.
Il a connu un autre succès commercial avec O grande mentecapto (it) et O Homem Nu (pt), qui ont été adaptés au cinéma.
Son cercle d'amis comprenait Hélio Pellegrino (pt), Otto Lara Resende (en), Paulo Mendes Campos (en), Rubem Braga (en), Clarice Lispector, Vinicius de Moraes, Carlos Drummond de Andrade, Mário de Andrade et Manuel Bandeira.
Au cours des dix dernières années de sa vie, il s'était éloigné des médias. Il est décédé un jour avant son 81e anniversaire dans sa maison de Rio de Janeiro.

## Publications
- Os grilos não cantam mais - contes (1941 - Pongetti)
- A marca - nouvelle (1944 - José Olympio (pt))
- A cidade vazia - chronique (1950 - imprimerie O Cruzeiro)
- A vida real - nouvelles (1952, Editora A Noite (pt))
- Lugares comuns - dictionnaire (1952, Record (pt))
- O Encontro Marcado (pt) - roman (1956, Civilização Brasileira (pt))
- O Homem Nu (pt) chronique (1960, Editora do Autor)
- A mulher do vizinho - chronique (1962, Editora do Autor)
- A companheira de viagem - chronique de voyage (1965, Editora do Autor)
- A inglesa deslumbrada - chronique de voyage) (1967, Sabiá (pt))
- Gente I e Gente II - chronique (1975, Record)
- Deixa o Alfredo falar! - chronique (1976, Record)
- O Encontro das Águas - chronique (1977, Record)
- O grande mentecapto (it) - roman (1979, Record)
- A falta que ela me faz - chronique (1980, Record)
- O menino no espelho - roman (1982, Record)
- O Gato Sou Eu - chronique (1983, Record)
- Macacos me mordam (1984, Record)
- A vitória da infância (1984, Editora Nacional)
- A faca de dois Gumes - nouvelles (1985, Record)
- O Pintor que pintou o sete (1987, Berlendis & Vertecchia)
- Martini Seco (pt) - roman (1987, Ática (pt))
- O tabuleiro das damas - autobiographie littéraire (1988, Record)
- De cabeça para baixo - chronique de voyage (1989, Record)
- A volta por cima - chronique (1990, Record)
- Zélia, uma paixão - biographie (1991, Record)
- O bom ladrão - nouvelle (1992, Ática)
- Aqui estamos todos nus (1993, Record)
- Os restos mortais (1993, Ática)
- A nudez da verdade (1994, Ática)
- Com a graça de Deus (1995, Record)
- O outro gume da faca - nouvelle (1996, Ática)
- Um corpo de mulher (1997, Ática)
- O homem feito nouvelle (d'abord publiée dans A vida real) (1998, Ática)
- Amor de Capitu - récréation littéraire de Dom Casmurro (1998, Ática)
- No fim dá certo - chronique (1998, Record)
- A chave do enigma (1999, Record)
- O galo músico (1999, Record)
- Cara ou coroa? (2000, Ática)
- Duas nouvelles de amor - nouvelles (2000, Ática)
- Livro aberto - Páginas soltas ao longo do tempo - chronique (2001, Record)
- Os caçadores de mentira (2003, Rocco)
- Os movimentos simulados (2004, Record)
- Bolofofos e finifinos (2004, Ediouro Publicações (pt))

## Correspondance
- Cartas a um jovem escritor e suas respostas - correspondance avec Mário de Andrade (2003, Record)
- Cartas perto do coração - correspondance avec Clarice Lispector (2001, Editora Record)
- Cartas na mesa - correspondance avec Paulo Mendes Campos (en), Otto Lara Resende (en) et Hélio Pellegrino (pt) (2000, Editora Record)

## Traductions

### en français
- Lettres près du cœur : correspondance / Clarice Lispector, Fernando Sabino, traduction de Cartas perto do coração, traduit, préfacé et annoté par Claudia Poncioni et Didier Lamaison, des Femmes-Antoinette Fouque, 2016.
- "Rencontres de Salvador Dali", Trad. Ph. Billé, in Lettre documentaire n° 379, mai 2007.

### en anglais
- A Time to Meet, traduction de O encontro marcado par John Procter, Souvenir Press, 1967.

## Filmographie
- O Menino no Espelho (Guilherme Fiúza Zenha, avec Lino Facioli, Mateus Solano (en), Regiane Alves, 2014) adaptation de O Menino no Espelho
- O Homem Nu (Hugo Carvana, avec Claudio Marzo (pt), Lúcia Veríssimo, Daniel Dantas (en), 1997) adaptation de O Homem Nu
- Faca de Dois Gumes (Murilo Salles (pt), avec Paulo José (en), Marieta Severo (en), José de Abreu, 1989) adaptation de Faca de Dois Gumes
- O Grande Mentecapto (Oswaldo Caldeira (pt), avec Diogo Vilela (pt), Débora Bloch, Geraldo Carrato, 1989) adaptation de O Grande Mentecapto